# Оболь (река)
О́боль (бел. О́баль) — река в Витебской области Беларуси, правый приток Западной Двины.

## Общие сведения
Длина реки — 148 км. Площадь водосбора — 2690 км². Среднегодовой расход воды в устье составляет 19,4 м³/с. Средний наклон водной поверхности — 0,4 м/км.
Высота устья — 109,2 м над уровнем моря. Высота истока — 165,3 м над уровнем моря.
На реке расположены городской посёлок Оболь, деревни Коновалово, Весницкие, Пролетарск, Козьяны, Заоболь, Цевьи и другие. Ранее существовали Ключегорское водохранилище и Ключегорская ГЭС.

## Описание

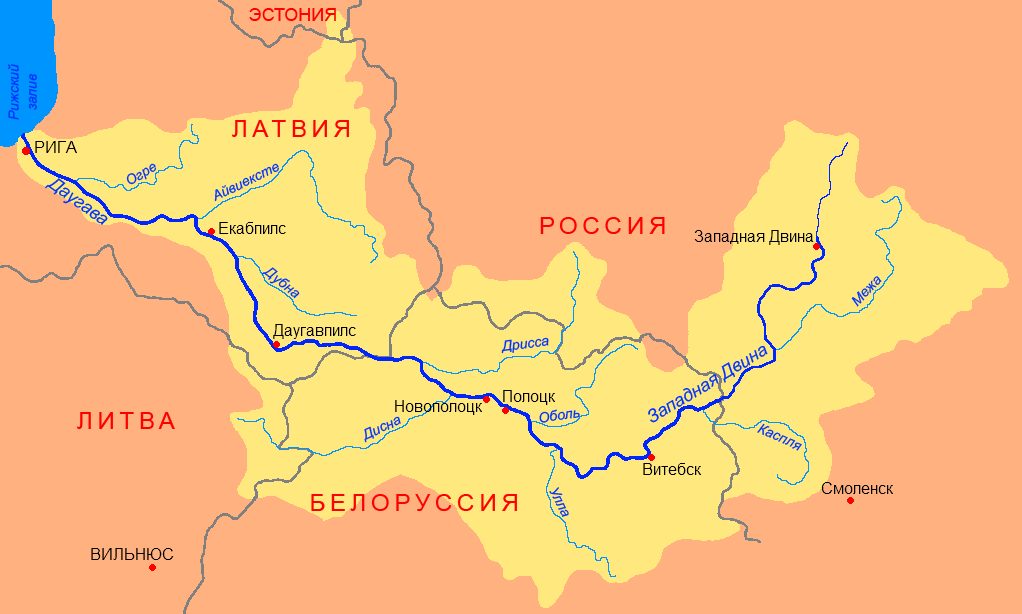
Бассейн Западной Двины

Вытекает из озера Езерище около городского посёлка Езерище, течёт по Городокскому и Шумилинскому районам в границах северно-западной части Городокской возвышенности и по северно-восточной части Полоцкой низменности. Устье расположено в 1 км юго-западнее от деревни Новые Гораны Полоцкого района.
Река замерзает в конце первой декады декабря. Ледоход происходит в начале апреля и продолжается 4 суток. Наивысший уровень половодья отмечается около городского посёлка Оболь в первой декаде апреля. Средняя высота над меженью 4,6 м, наибольшая — 7,3 м (1956 год).

## Гидрография
Долина преимущественно трапециевидная, шириной 300—600 м (наибольшая 2,5 км, между деревнями Малая Тешава и Коновалово Городокского района); в верховье невыразительная. Пойма двусторонняя, чередуется по берегам, местами отсутствует; ширина её к впадению реки Свина 400—800 м, ниже 100—200 м. Русло извилистое, шириной 8—20 м в верхнем течении, 20—40 м в среднем, 25—30 м в нижнем. Густота речной сети 0,42 км/км².
Основные притоки:
- Справа: Свина, Ценица, Глыбочка.
- Слева: Чернувка, Чернивка, Чернавка, Выдрица, Усыса, Будовесть.

Река протекает через озеро Оболь. В бассейне Оболи расположены также озёра Кошо, Берново, Черново, Осмота, Свино, Большое Белое, Жодень, Верино и другие.

## Растительный и животный мир
В реке обитают щука, окунь, линь, плотва, густера, язь, краснопёрка, налим, голавль, пескарь, уклея, сом. Встречается угорь. В заиленных местах и примыкающих мелиорационных каналах — вьюн.
Водная растительность: кувшинка белая, кубышка, тростник, камыш и др.

## Археологические памятники
На левом берегу реки в 1 км на запад от деревни Кисели находится городище VIII—X века. Расположено на вершине вытянутого дугообразного холма (местное название При́стань, бел. Пры́стань). Исследовано в 1972—1975 гг. Г. В. Штыховым и в 1981 году О. Н. Левко.

## Галерея

Около д. Ивановка. Городокский район.
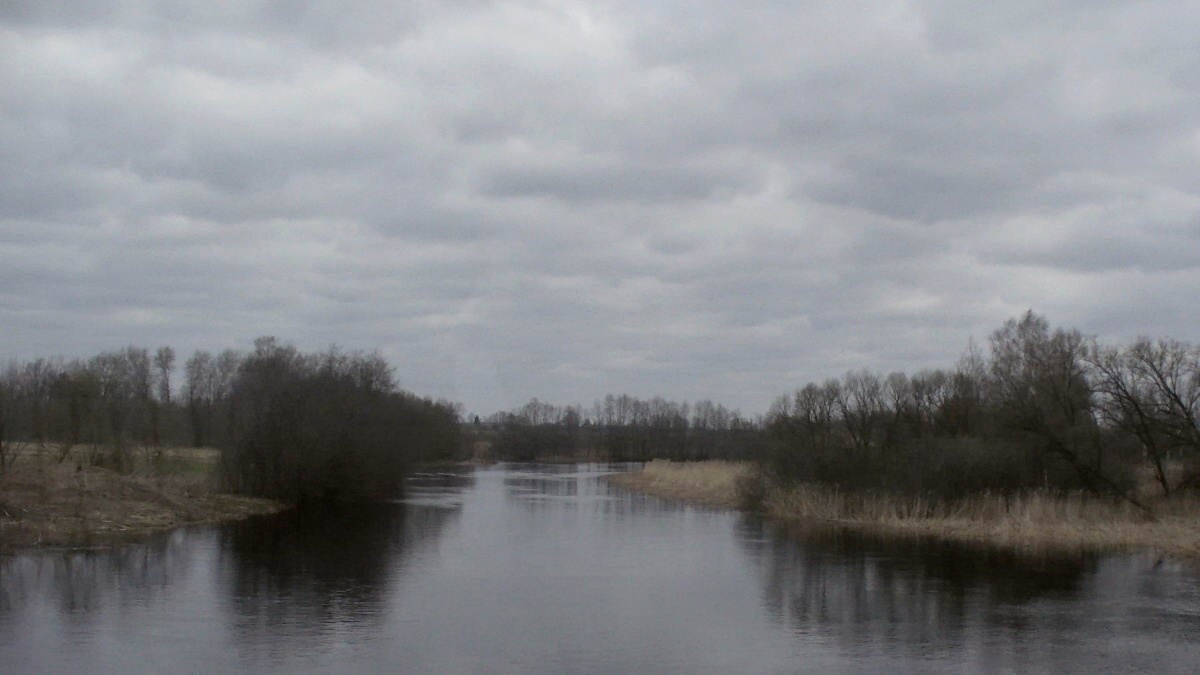
В д. Пролетарск Городокского района. Апрель 2010 г.